# Alfred Adelmann von Adelmannsfelden
Graf Alfred Adelmann von Adelmannsfelden (* 4. Juli 1848 in Stuttgart; † 18. April 1887 in Wiesbaden) war ein deutscher Offizier und Schriftsteller.

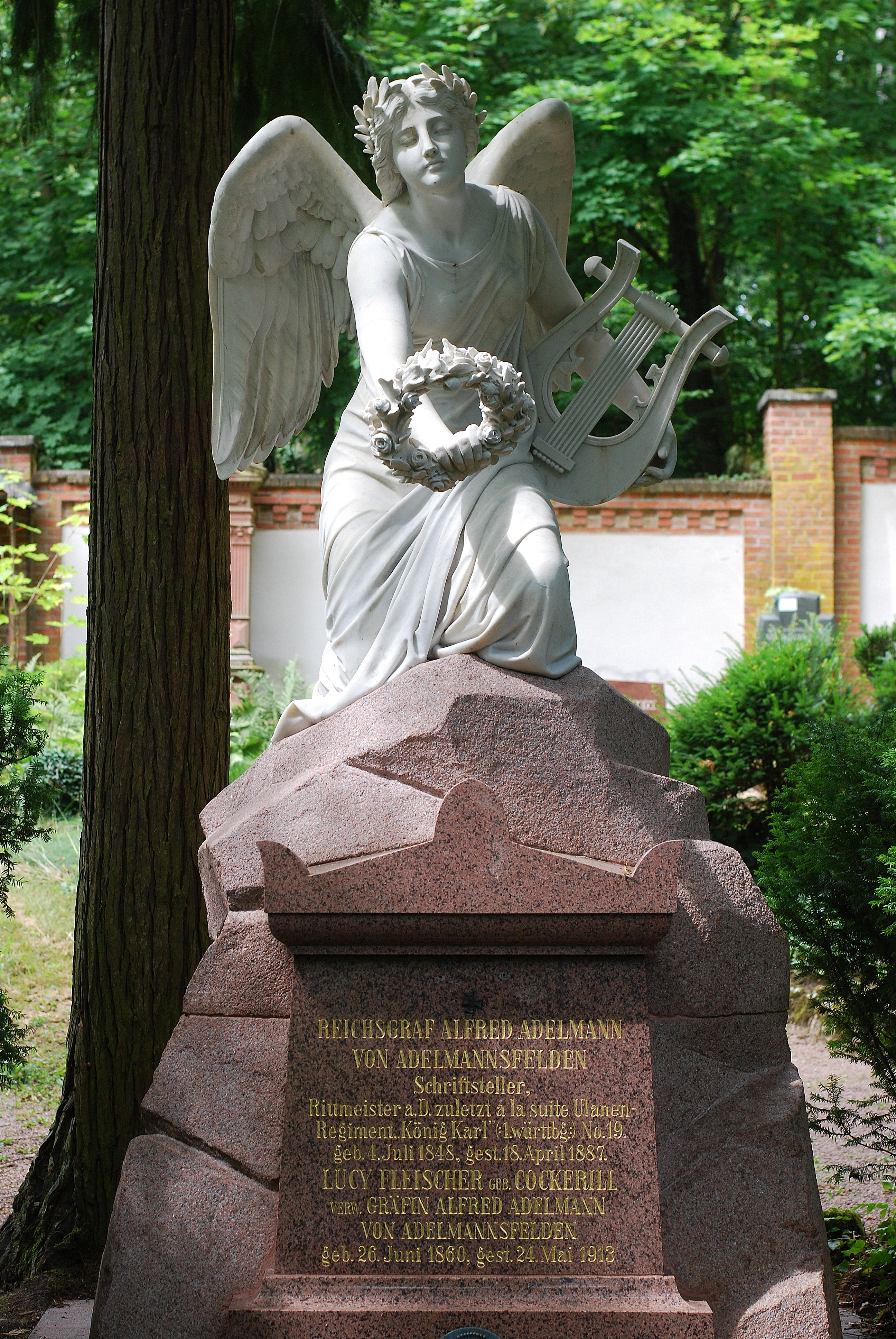
Grab von Alfred Adelmann von Adelmannsfelden, Nordfriedhof in Wiesbaden, 2018 restauriert

Fenella, Stuttgart, 1886, Erstausgabe

## Leben
Alfred Adelmann von Adelmannsfelden war ein Spross der sich nach der Burg Adelmannsfelden (Ostalbkreis) nennenden schwäbischen Adelsfamilie Adelmann von Adelmannsfelden, der ältere von zwei Söhnen des Justizbeamten und Reichsgrafen Friedrich Adelmann von Adelmannsfelden (1817–1852) und dessen Frau Sophie, geb. von Vischer-Ihlingen (1828–1897), einer Verwandten von Ludwig Uhlands Ehefrau Emilie geb. Vischer.  Er war katholisch, wie auch sein Vater, während seine Mutter Protestantin war. Der jüngere Bruder war Rudolf Adelmann von Adelmannsfelden.
Adelmann besuchte das Gymnasium in Stuttgart und ging danach im Herbst 1864 an die damalige Kriegsschule in Ludwigsburg, um sich auf eine militärische Laufbahn vorzubereiten. Beim Ausbruch des Kriegs von 1866 wurde die Kriegsschule aufgelöst und Adelmann wurde mit dem Offizierspatent zur Reserve überstellt.  Nach dem Friedensschluss trat er dann noch einmal für ein Jahr in die Leutenantsschule in Ludwigsburg ein und wurde danach Secondelieutenant im 3. Reiter-Regiment König Wilhelm ernannt.  Neben seinen soldatischen Pflichten widmete er sich der Literatur, und 1869 veröffentlichte er in den „Blättern für den häuslichen Kreis“ seine erste Novelle, „Mathilde“ (Gesammelte Werke, Bd. IV).
Im Juli 1870 zum Premierlieutenant befördert, nahm er am Deutsch-Französischen Krieg 1870/71 teil, in dem er für einen selbständigen Angriff mit seinem Reiterzug das Eiserne Kreuz erhielt.  Seine in den Kriegsmonaten verfassten Erinnerungen, Skizzen und Novelletten gab er 1871 gesammelt unter dem Titel „Aus dem Felde“ heraus.  1872 folgte sein schon vor dem Krieg begonnener Roman „Selbst errungen“, 1873 die Novelle „Ein Ausflug in die Normandie“. Inzwischen war er nach Ludwigsburg versetzt worden, wo er neben seinem täglichen Dienst auch Unterricht in Geschichte und Geographie in der Regimentsschule und Fechtunterricht für die Offiziere des Regiments zu erteilen hatte.
Im Jahre 1872 unternahm er eine Reise nach Norwegen, Schweden, Dänemark und Helgoland und 1873 eine in das Salzkammergut und nach Wien. Im Herbst 1874 erhielt er einen einjährigen Urlaub.  Er ging zunächst nach Wien und im Frühjahr 1875, nach einem kurzen Besuch in Budapest, nach Italien, wo er bis zum Herbst umher reiste.  Seine aus Italien an seine Mutter gerichteten Briefe veröffentlichte er 1877 unter dem Titel „Aus Italien: Sieben Monate in Kunst und Natur“.
Nach der Rückkehr zu seinem Regiment wurde er im Frühjahr 1876 zum Adjutanten der 27. Kavalleriebrigade und im Januar 1877 zum persönlichen Adjutanten des württembergischen Thronfolgers Wilhelm ernannt und kurz darauf zum Rittmeister befördert.  Seine neue dienstliche Stellung führte ihn in den folgenden drei Jahren an verschiedene Höfe.  In diesen Jahren entstanden der patriotische Roman „Schwert und Feder“ (1881), der ihn schon in Italien beschäftigt hatte, die kleinen Novellen „Die Rose“ und „Das Mädchen aus der Fremde“, und die Skizze „Was ist Glück?“
Um sich vollkommen seiner schriftstellerischen Tätigkeit widmen zu können, nahm er Anfang des Jahres 1880 einen halbjährigen Urlaub, um an der Universität Berlin seine in Wien begonnenen Studien fortzusetzen, und schied dann im Juli 1880 völlig aus dem aktiven Dienst der Armee aus.  Anfang 1881 ging er noch einmal nach Berlin und erneuerte dort Beziehungen zu Heinrich von Treitschke, Berthold Auerbach, Friedrich Spielhagen, Hermann von Helmholtz, Botho von Hülsen und Anderen. Dann ging er nach Paris und lebte, nachdem er sich am 2. Mai 1882 in Aachen mit Lucy Cockerill, Tochter des Aachener Industriellen Philipp Heinrich Cockerill, vermählt hatte, fünf Monate an der Riviera, deren Naturpracht er in dem 1883 erschienenen Buch „Am ligurischen Meere“ beschrieb.  Nach seiner Rückkehr nach Deutschland lebte er zunächst auf dem Schloss und Rittergut Horst in Rheinpreußen, wo er seine 1886 erschienene Novelle „Fenella“ zum Abschluss brachte.  Im November 1884 zog er auf das Schloss Allner bei Hennef an der Sieg, das sein Schwiegervater 1883 gekauft hatte.  Dort wurde am 7. März 1884 das einzige Kind des Paares, Irma, geboren. Schließlich zog er 1886 nach Wiesbaden.
Im September 1882 kaufte er, wohl mit Teilen des durch seine Heirat erworbenen Vermögens, das seit der Mitte des 14. Jahrhunderts nicht mehr im Familienbesitz befindliche Schloss Adelmannsfelden vom Königreich Württemberg, dem es seit 1829 gehörte, zurück. Im Februar 1884 veräußerte er es dann an seinen Bruder Klemens Adolf Wilhelm Rudolf Adelmann von Adelmannsfelden (1850–1900), der daraus ein Fideikommiss errichtete.  Rudolf trat 1888 zum evangelischen Glauben über und erhielt durch württembergisches Reskript vom 25. April 1890 für sich und seine Nachkommen das Recht, das Namensprädikat „von und zu Adelmannsfelden“ zu führen. Diese zu Adelmannsfelden residierende Linie Rudolfs IV. wurde am 31. Mai 1893 als Primogenitur bestätigt.
Inzwischen hatte Alfred auch begonnen, sich zu politischen und kirchenpolitischen Fragen der Zeit schriftstellerisch zu äußern. In seinem „Mahnruf an die deutsche Jugend“ beschwor er „ein starkes Kaiserthum, ... ein kriegstüchtiges Heer und einen waffengewaltigen Einheitsstaat“.  Als Gegner der ultramontanen Partei im Preußischen Landtag veröffentlichte er einen „Offenen Brief gegen das Centrum“, der auch deshalb große Beachtung erfuhr, weil er von einem Katholiken verfasst worden war. In derselben Richtung bewegten sich dann seine weiteren Schriften „Der edle Liberalismus und sein gefährlichster Gegner“ (1884), sein Manifest „Frei von Rom!“ (1886) und sein „Weckruf an den deutschen Nationalstolz“. Dazwischen entstanden dann noch seine Romane und Novellen „Was ist Glück?“ (1885); „Beno Donzini“ (1885); „Im Königsforst“ (Ges. W. II); „Italienische Novellen“ (Ges. W. IV) und kleinere Arbeiten.
Von seinen „Gesammelten Werken“ erschienen 1889–1900 sechs Bände.
Alfred Adelmann von Adelmannsfelden starb am 18. April 1887 und wurde auf dem Wiesbadener Nordfriedhof beerdigt.
Seine einzige Tochter Irma Gräfin Adelmann von Adelmannsfelden (1884–1946) war die vermutlich reichste Frau des Königreichs Württemberg. Ihr geschätztes Vermögen betrug 1914 rund 66 Millionen Mark bei einem jährlichen Einkommen von 3,8 Millionen Mark. Das geschätzte Vermögen von König Wilhelm II. von Württemberg belief sich zu der Zeit auf lediglich rund 36 Millionen Mark bei einem vermuteten jährlichen Einkommen von 2,9 Millionen Mark. Gräfin Irma verheiratete sich am 15. Dezember 1923 mit dem Augenarzt Adolf Pagenstecher (1877–1959), dem Leiter der Augenheilanstalt in Wiesbaden.